# Alytes
Alytes är ett släkte av groddjur som ingår i familjen skivtungade grodor.
Arterna förekommer i centrala och västra Europa samt i nordvästra Afrika.
Efter äggläggningen fästas äggen på hannens bakben och de bäras av hannen fram till kläckningen. Kort före kläckningen lämnas äggen i en pöl. De vuxna exemplaren vistas på land och gömmer sig ofta i håligheter i sanden. Under parningstiden hörs hannarnas parningsrop. Grodynglens metamorfos avslutas ofta efter vintern och därför är grodynglen stora. Arterna avsöndrar en giftig vätska från vårtorna i huden.
Arter enligt Catalogue of Life:
- Iberisk barnmorskegroda (Alytes cisternasii)
- Andalusisk barnmorskegroda (Alytes dickhilleni)
- Alytes maurus
- Balearisk barnmorskegroda (Alytes muletensis)
- Barnmorskegroda (Alytes obstetricans)

## Bildgalleri

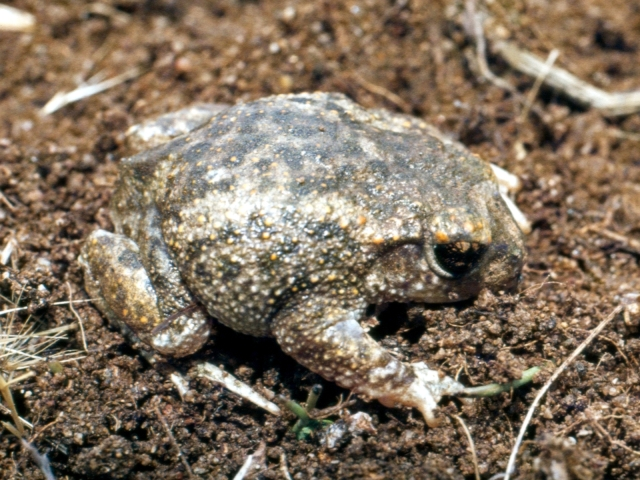
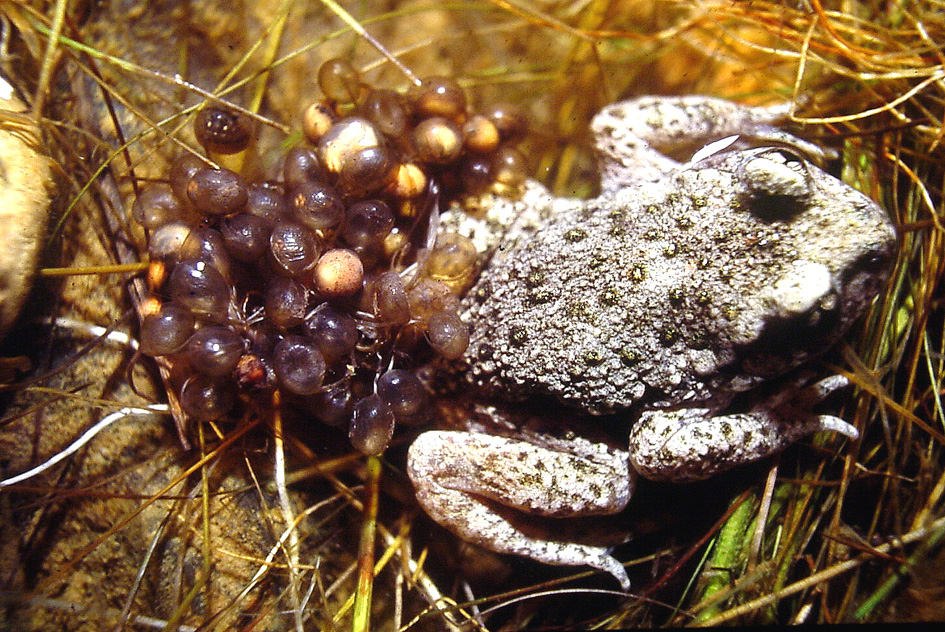
Hanne av barnmorskegroda med ägg på bakbenen
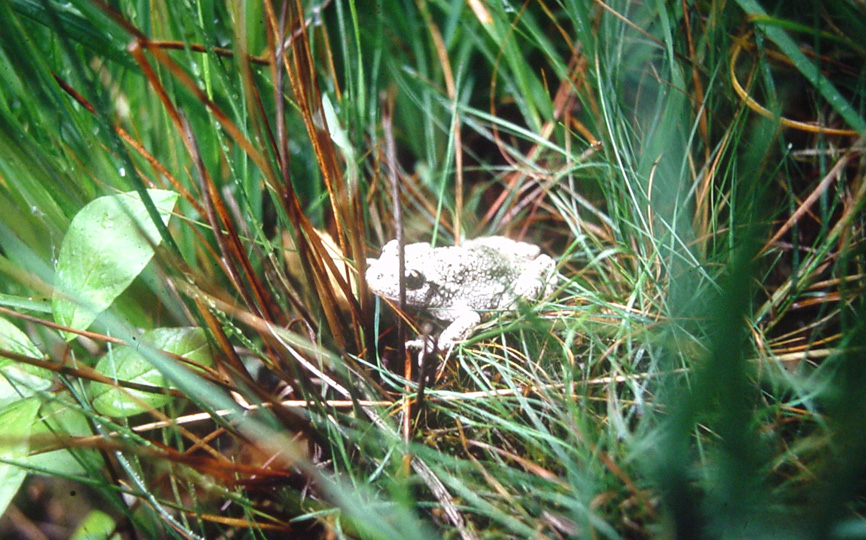
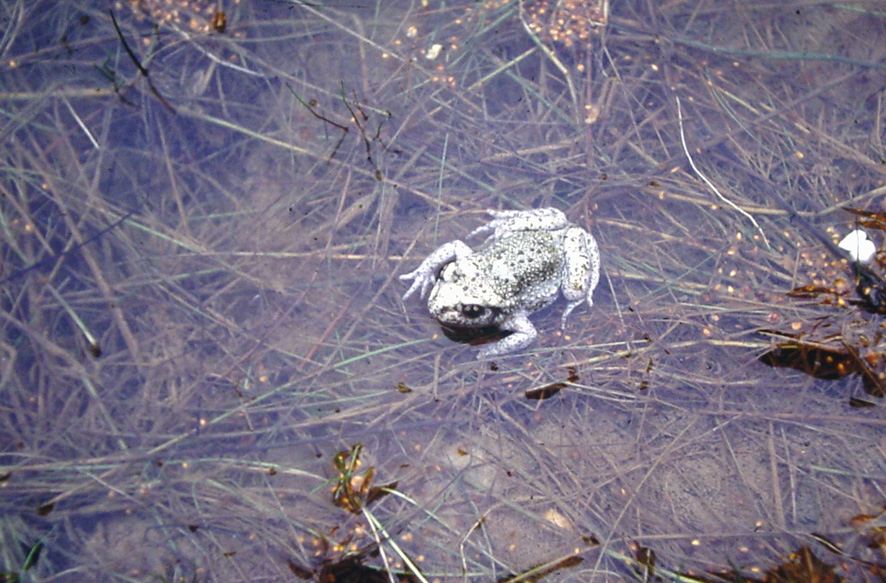
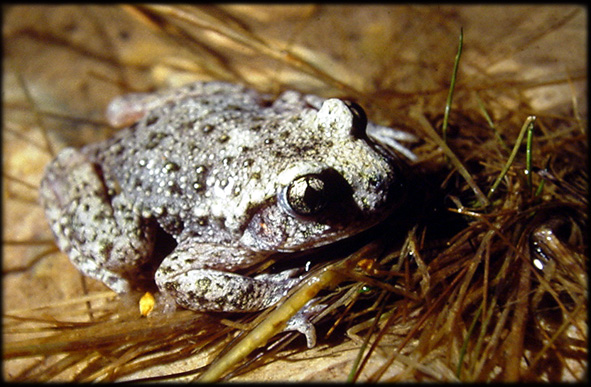